# Turner Field
El Turner Field es un estadio de béisbol que se localiza en Atlanta, donde jugó el equipo de la Grandes Ligas de Béisbol Atlanta Braves desde 1997 hasta 2016. Fue construido tras una remodelación del Centennial Olympic Stadium que había sido sede sede central de los Juegos Olímpicos de 1996.

## Historia
El estadio fue construido frente a la antigua sede de los Bravos, Atlanta-Fulton County Stadium, que fue demolido en el verano de 1997. El Fanplex centro de entretenimiento se encuentra adyacente al estacionamiento. 
El estadio contiene 59 suites de lujo y suites de tres partes. El nombre más popular entre los residentes de Atlanta para el nuevo estadio en el momento de su construcción (de acuerdo con una encuesta de la Atlanta Journal-Constitution) era Hank Aaron Stadium, sin embargo se lo denominó como Turner Field por Ted Turner.

## Juegos Olímpicos de Atlanta 1996
El estadio fue construido para las Olimpidas de Atlanta 96 y llevaba el nombre de Centennial Olympic Stadium en conmemoración de los cien años de los Juegos Olímpicos desde su celebración en Atenas. Originalmente tenía una capacidad para albergar 85.000 personas. 
Inmediatamente después de que concluyesen los Juegos Paralímpicos de Atlanta 1996 se removió gran parte de la construcción del extremo norte con el fin de convertirlo permanentemente en un estadio de béisbol y se redujo su capacidad a 49.000 personas. El estadio ha acogido a los Atlanta Braves de las Grandes Ligas de Béisbol desde 1997, a raíz de una multimillonaria renovación para readaptar el estadio de béisbol mediante la eliminación de las tribunas provisionales que ocupaban hasta casi la mitad del estadio y se construyó la tribunas del campo externo junto con otras atracciones en la parte posterior. 
Después de las Olimpiadas de 1996 el estadio fue oficialmente entregado como un regalo para la Liga Nacional de Béisbol de Atlanta Club, Inc (Atlanta Braves). Ted Turner, entonces propietario de los Braves, accedió a pagar una gran suma de los gastos para construir el Centennial Olympic Stadium (alrededor de $170 millones de dólares de los $209 millones), si a su vez, el estadio era construido en una forma que podría ser convertido a un estadio de béisbol y que el Comité de Atlanta para los Juegos Olímpicos (ACOG) pagase dicha transformación. Esto se consideró un buen acuerdo tanto para el Comité Olímpico y los Bravos, porque no habría uso permanente de los 85.000 asientos. Antes de la construcción del Centennial Olympic Stadium los Bravos ya habían estado explorando las oportunidades de adquirir un nuevo estadio.
Debido a que el estadio tenía que contener una pista Olímpica el estadio tiene mayor distancia del terreno a las gradas. El estadio también fue sede del 2000 MLB All-Star Game.

## Renovaciones
La renovación más significativa se puso en marcha en la temporada 2005 con la instalación de 10 millones de dólares instalación de video que fue en el momento enumeradas por el Libro Guinness de los récords como la pantalla más grande del mundo de alta definición. Desde entonces, otros estadios incluyendo el Dolphin Stadium en Miami, Darrel K Royal Texas Memorial Stadium en Austin, Texas, y en la pista de caballos de Tokio se han instalado más grandes.

## Major League Baseball
La mayor asistencia registrada para una temporada regular de los Atlanta Braves en juego es 53.953 y se fijó en el Turner Field el 21 de julio de 2007, contra los Cardenales de San Luis. El juego más largo en la historia se dio en el Turner Field se jugó el 6 de julio de 2008 entre los Astros de Houston y los Bravos de Atlanta. El juego duró 5 horas y 35 minutos. Los Bravos ganaron el juego 7-6 en 17 entradas.